# Hunt’s
Hunt’s ist eine zu ConAgra Brands gehörende US-amerikanische Marke für Lebensmittelprodukte. Neben verschiedenen Sorten von Tomatensaucen sind unter der Marke Tomatenmark-, Ketchup-, Barbecue-Saucen-, Kartoffelkonserven- und Obstkonservenprodukte zusammengefasst.

## Unternehmens- und Markengeschichte
1888 gründeten Joseph und William Hunt in Sebastopol, Kalifornien eine Konservenfabrik unter dem Namen Hunt Bros. Fruit Packing Co. Die Brüder zogen 1890 mit dem Unternehmen in das nahe gelegene Santa Rosa und 1895 nach Hayward. Dort wuchs ihre kleine Fabrik angesichts der boomenden kalifornischen Obst- und Gemüseindustrie schnell. Bis 1941 versandten sie jährlich hundert Millionen Dosen Suppen, Obst, Gemüse und Säfte.
Von 1943 bis 1990 erlebte das Unternehmen mehrere Übernahmen und Fusionierungen:
1943 wurde Hunt’s von Norton Simons Val Vita Food Products übernommen – einem konkurrierenden Unternehmen, das Anfang der 1930er Jahre gegründet wurde und seinen Sitz in Fullerton, Kalifornien, hatte. Das fusionierte Unternehmen behielt den Namen Hunt bei und wurde als Hunt Food and Industries, Inc. eingetragen. Die Wesson Oil & Snowdrift Company, ein Fabrikant von Nahrungsmittelöl fusionierte 1960 mit Hunt’s Foods, Inc. und wurde zu Hunt-Wesson Foods. Hunt-Wesson fusionierte 1968 mit der McCall Corporation und Canada Dry zu Norton Simon Incorparated. 1983 wurde jenes Unternehmen von Esmark (vormalig Swift & Company) übernommen, die im nächsten Jahr mit Beatrice Foods fusionierte. 1985 wurde es von Kohlberg Kravis Roberts mit dem Ziel übernommen, es wieder teurer zu verkaufen. Hunt-Wesson wurde 1990 an das Agribusiness ConAgra Foods verkauft.
1999 zog die Hunt’s-Unternehmensleitung von Fullerton nach Irvine, Kalifornien. Im Jahr 2006 wurde Hunt’s endgültig zu einer reinen Produktmarke, nachdem ConAgra Foods das Unternehmensbüro von Hunt’s in Irvine schloss.
Im Mai 2010 wurde vorübergehend Maissirup aus Hunt’s-Produkten entfernt. Im Mai 2012 wurde diese Zutat wieder in die Produktion eingebaut. Im Dezember 2018 unterzeichnete der NFL-Quarterback Patrick Mahomes einen Werbevertrag mit Hunt’s.